# زیلیوژینگ
زیلیوژینگ (به لاتین: Ziliujing District) یک سکونتگاه مسکونی در جمهوری خلق چین است که در زیگانگ واقع شده‌است.

## نگارخانه

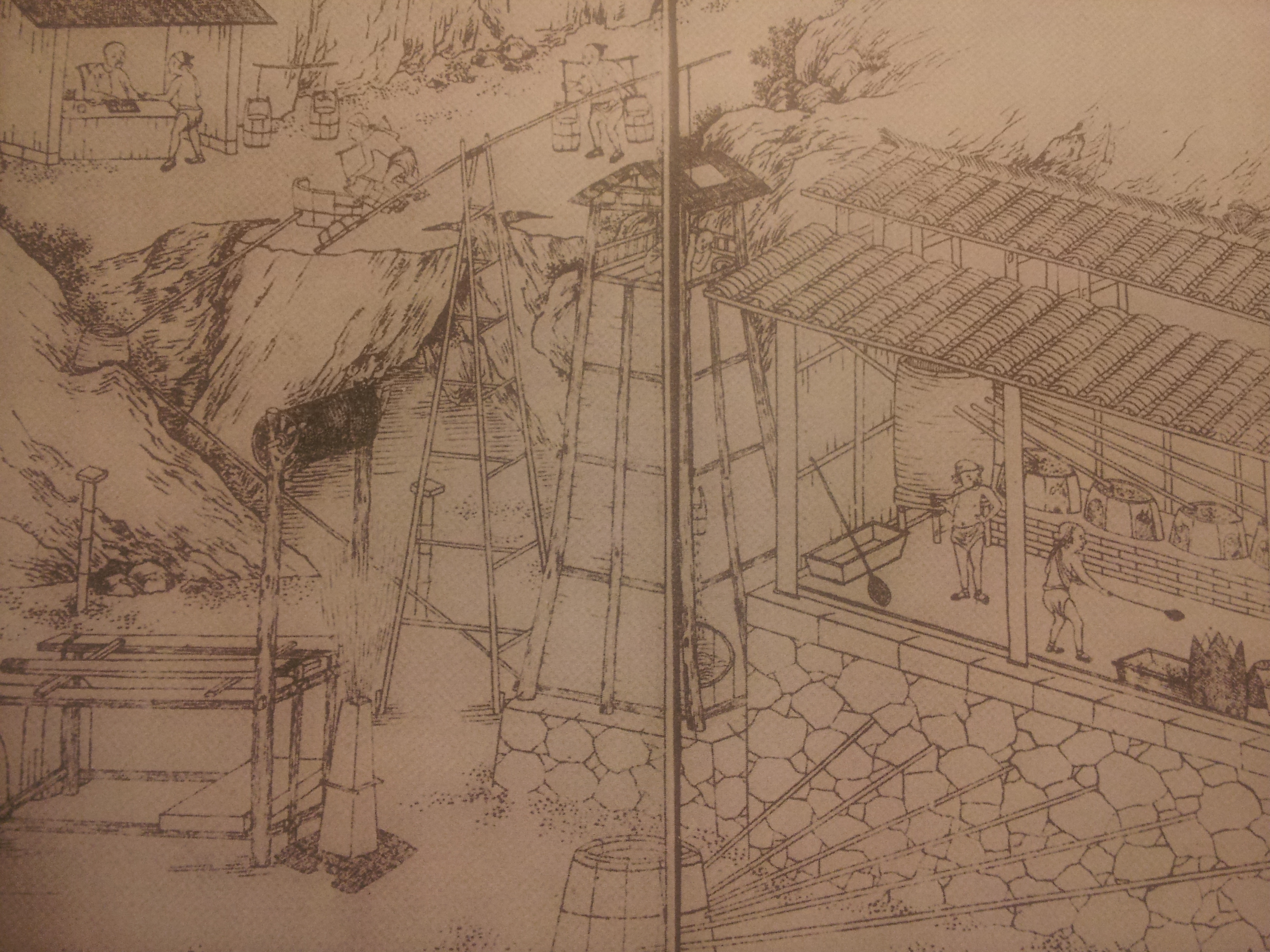
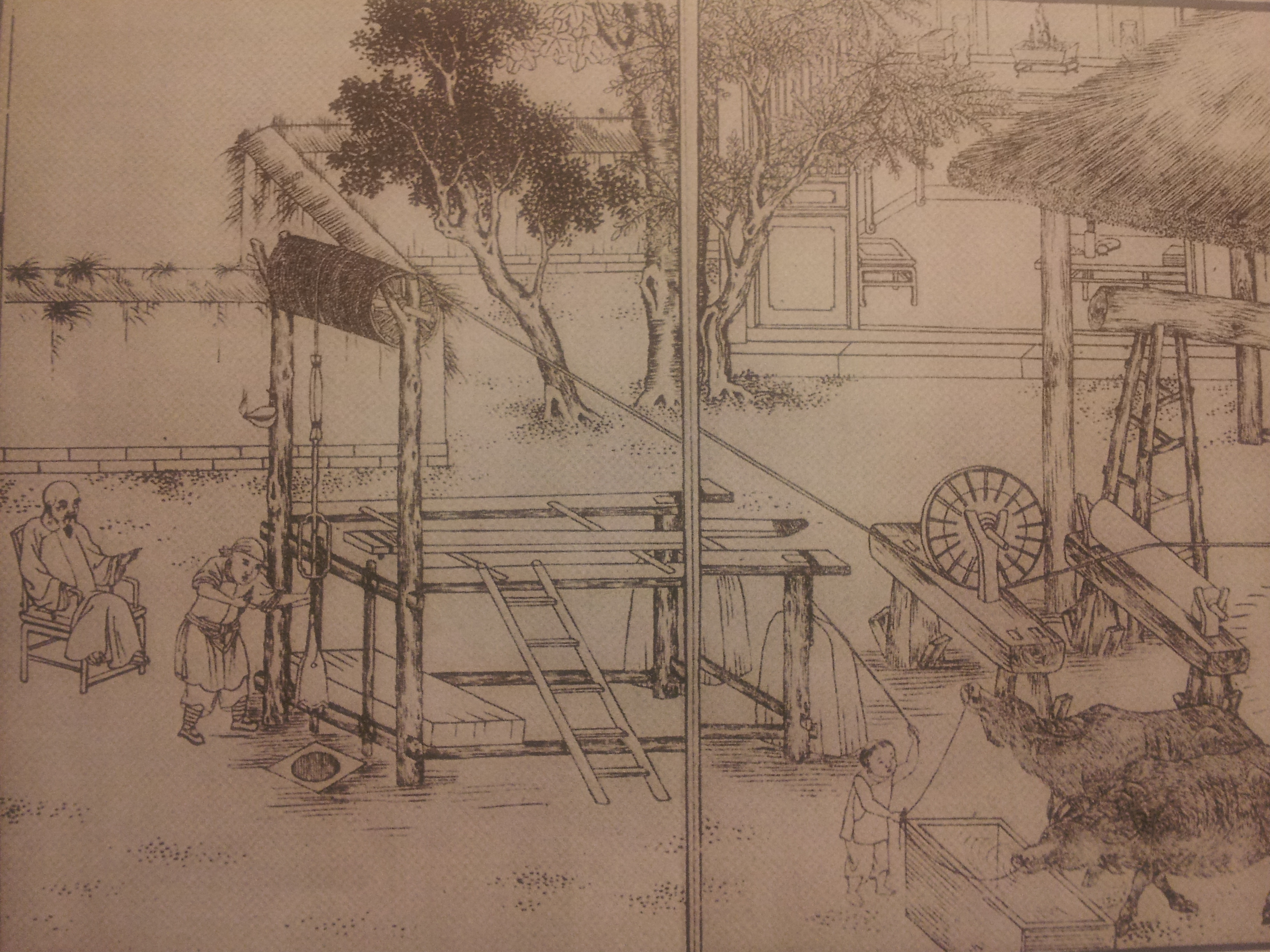